# Filippos Pliatsikas
Filippos Pliatsikas (řecky: Φίλιππος Πλιάτσικας) byl hlavním skladatelem, textařem a zpěvákem řecké rockové kapely Pyx Lax (Πυξ Λαξ). Nyní působí jako sólový umělec.

## Hudební kariéra
Filippos Pliatsikas se narodil v Athénách a hudbě se začal věnovat ve svých 12 letech. V roce 1989 stál u zrodu hudebního uskupení s názvem “PIX LAX”, které se v Řecku velmi rychle proslavilo a dodnes zůstává kultovním interpretem. Platsikas psal pro kapelu písně až do jejího rozpadu v roce 2004. Mezi nejznámější patří například I Palies Agapes Pane Sto Paradeiso (Staré lásky odcházejí do ráje), Monaxia Mou Ola (Má samota je mé vše) nebo Epapses Agapi Na Thimizeis (Už nepřipomínáš lásku). Jeho sólová tvorba se dočkala stejně pozitivní odezvy jako za časů působení kapely, a Platsikas již několikrát dosáhl na zlaté i platinové album. Dopomohla mu k tomu zejména skladba Ti Den Emathe O Theos (Co se Bůh nenaučil), kterou nahrál při živém vystoupení s orchestrem klasické hudby ERT v athénské koncertní síni „Megaron“. Následovalo album "Omnia" s veleúspěšnými písněmi Poios Exei Logo Stin Agapi (Kdo má v lásce rozum) a An Tha Mporousa To Kosmo Na Allaza (Kdybych mohl změnit svět).
Filippos Pliatsikas poprvé koncertoval v České republice v listopadu roku 2014. Při jeho vystoupení ho doprovázela Pražská filharmonie.